# Labastide-Chalosse
Labastide-Chalosse är en kommun i departementet Landes i regionen Nouvelle-Aquitaine i sydvästra Frankrike. Kommunen ligger i kantonen Hagetmau som tillhör arrondissementet Mont-de-Marsan. År 2022 hade Labastide-Chalosse 168 invånare.

## Befolkningsutveckling
Antalet invånare i kommunen Labastide-Chalosse
Referens:INSEE